# La Màfia de PayPal
La Màfia de PayPal és un grup d'antics empleats i fundadors de PayPal que des de llavors han fundat o desenvolupades empreses tecnològiques addicionals com ara Tesla, Inc., LinkedIn, Palantir Technologies, SpaceX, Affirm, Slide, Kiva, YouTube, Yelp i Yammer. La majoria dels membres van assistir a la Universitat Stanford o a la Universitat d'Illinois Urbana–Champaign en algun moment dels seus estudis.

## Història
Originalment, PayPal era un servei de transferència de diners ofert per una empresa anomenada Confinity que va ser adquirida per X.com el 1999. Més tard, X.com va ser rebatejat com PayPal i comprat per eBay el 2002. Els empleats originals de PayPal tenien dificultats per adaptar-se a la cultura corporativa més tradicional d'eBay i en quatre anys, tots menys 12 dels primers 50 empleats havien marxat. Van romandre connectats com a coneguts socials i empresarials, i alguns d'ells van treballar junts per formar noves empreses i empreses de risc en els anys següents. Aquest grup d'antics alumnes de PayPal es va fer tan prolífic que es va encunyar el terme PayPal Mafia. El terme va obtenir una exposició encara més àmplia quan un article de 2007 a la revista Fortune va utilitzar la frase al seu titular i va incloure una foto d'antics empleats de PayPal amb vestits de gàngster.

## Membres
Les persones a les quals els mitjans de comunicació es refereixen com a membres de la màfia de PayPal inclouen:
- Peter Thiel, fundador de PayPal i antic conseller delegat que de vegades es coneix com el "don" de la màfia de PayPal.
- Max Levchin, fundador i director de tecnologia de PayPal
- Elon Musk, cofundador de Zip2, fundador de X.com que es va fusionar amb Confinity per formar PayPal. Musk va fundar SpaceX, va cofundar Tesla, Inc., va cofundar OpenAI, Neuralink, va fundar The Boring Company i es va convertir en propietari de Twitter, Inc.
- David O. Sacks, antic COO de PayPal que més tard va fundar Geni.com i Yammer
- Scott Banister, primer assessor i membre del consell de PayPal.[6]
- Roelof Botha, antic director financer de PayPal que més tard es va convertir en soci i administrador sènior de la firma de capital risc Sequoia Capital.
- Steve Chen, antic enginyer de PayPal que va cofundar YouTube.
- Reid Hoffman, antic vicepresident executiu que més tard va fundar LinkedIn i va ser un dels primers inversors a Facebook, Aviary.
- Ken Howery, antic director financer de PayPal que es va convertir en soci de Founders Fund.
- Chad Hurley, antic dissenyador web de PayPal que va cofundar YouTube
- Eric M. Jackson, que va escriure el llibre The PayPal Wars i es va convertir en director executiu de WND Books i va cofundar CapLinked.
- Jawed Karim, antic enginyer de PayPal que va cofundar YouTube
- Jared Kopf, antic PayPal (assistent executiu de Peter Thiel) que va cofundar Slide, HomeRun i NextRoll.
- Dave McClure, antic director de màrqueting de PayPal, un inversor superàngel per a empreses emergents.
- Andrew McCormack, cofundador de Valar Ventures.
- Luke Nosek, cofundador de PayPal i antic vicepresident de màrqueting i estratègia, es va convertir en soci de Founders Fund amb Peter Thiel i Ken Howery.
- Keith Rabois, antic executiu de PayPal que més tard va treballar a LinkedIn, Slide, Square, Khosla Ventures i actualment amb Peter Thiel a Founders Fund, i va invertir personalment a Tokbox, Xoom, Slide, LinkedIn, Geni, Room 9 Entertainment, YouTube i Yelp.
- Jack Selby, exvicepresident de desenvolupament corporatiu i internacional de PayPal que va cofundar Clarium Capital amb Peter Thiel, que després es va convertir en director general de Grandmaster Capital Management.
- Premal Shah, antic gerent de producte de PayPal, es va convertir en el president fundador de Kiva.org.
- Russel Simmons, antic enginyer de PayPal que va cofundar Yelp Inc.
- Jeremy Stoppelman, exvicepresident de tecnologia de PayPal que després va cofundar Yelp.
- Yishan Wong, antic gerent d'enginyeria de PayPal, més tard va treballar a Facebook i es va convertir en el CEO de Reddit.

## Llegat
A vegades se li atribueix a la màfia de PayPal que va inspirar el ressorgiment d'empreses d'Internet centrades en el consumidor després de la crisi de les punt-com de 2001. El fenomen de PayPal Mafia ha estat comparat amb la fundació d'⁣Intel a finals dels anys 60 per enginyers que abans havien fundat Fairchild Semiconductor després de deixar Shockley Semiconductor. Es comenten al llibre de la periodista Sarah Lacy Once You're Lucky, Twice You're Good. Segons Lacy, el procés de selecció i l'aprenentatge tècnic a PayPal van tenir un paper important, però el principal factor del seu èxit futur va ser la confiança que hi van guanyar. El seu èxit s'ha atribuït a la seva joventut; la infraestructura física, cultural i econòmica de Silicon Valley⁣; i la diversitat de les seves habilitats. Els fundadors de PayPal van encoratjar els vincles socials estrets entre els seus empleats, i molts d'ells van continuar confiant i donant suport mútuament després de deixar PayPal. Un entorn d'intensa competència i una lluita compartida per mantenir l'empresa solvent malgrat que molts contratemps també van contribuir a una companyonia sòlida i duradora entre els antics empleats.